# Églisolles
Églisolles é uma comuna francesa na região administrativa de Auvérnia-Ródano-Alpes, no departamento Puy-de-Dôme. Estende-se por uma área de 21,25 km². Em 2010 a comuna tinha 260 habitantes (densidade: 12,2 hab./km²).